# Ramadan Shallah
Ramadan Abdoullah Mohammad Shallah est un homme politique et universitaire palestinien né le 1er janvier 1958 à Shuja'iyya dans la bande de Gaza et mort le 6 juin 2020. 
Il est le dirigeant du Jihad islamique palestinien de 1995 à 2018. 

## Biographie
En 1980, Ramadan Shallah a déménagé au Caire en Égypte, où il a obtenu son premier diplôme à l'Université de l'Égypte Zakazik. À cette période Ramadan Abdullah Shallah a été proche des Frères musulmans. 
Par la suite entre 1985-1990, Ramadan Shallah est étudiant en doctorat à l'université de Durham au Royaume-Uni. La rédaction de sa thèse porte sur les banques islamiques en Jordanie. Après l'université de Durham, il a travaillé dans plusieurs autres universités, dont l'université du Sud de la Floride à Tampa. 
Après l’assassinat de Fathi Shaqaqi, le chef du Jihad islamique palestinien (JIP) en octobre 1995, Ramadan Shallah le remplace et s’installe à Damas en Syrie.
Il est placé sur la liste des terroristes les plus recherchés (Most Wanted Terrorists) par le FBI en raison du rôle du Jihad islamique palestinien dans les attaques contre des cibles israéliennes en Palestine occupée,.
Ziyad Al-Nakhaleh prend en 2018 sa succession à la tête du Jihad Islamique palestinien.
Il meurt des suites d'une longue maladie en juin 2020. 